# フィリップ・ファーリー・フィソン

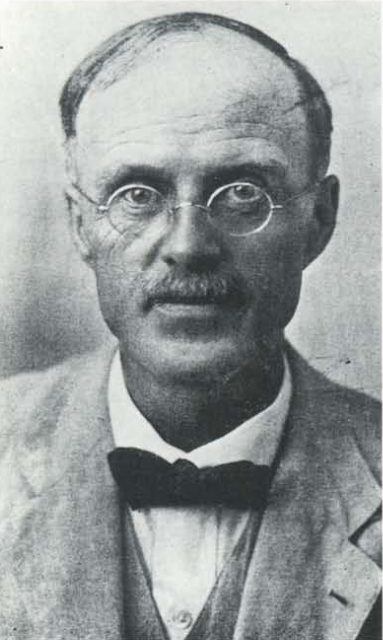
フィリップ・ファーリー・フィソン

フィリップ・ファーリー・フィソン（Philip Furley Fyson 、1877年 – 1947年12月26日）はイギリスの植物学者である。インドの大学で教えた。チェンナイ（旧称:マドラス）のPresidency College, Chennai（旧称:マドラス管区大学）ではフィソンを記念して、自然科学の分野のフィソン賞が設けられている。

## 略歴
宣教師の子供として日本に生まれた。スコットランドで初等教育を受けた後、ケンブリッジ大学で学んだ。1904年にチェンナイに移り、マドラス管区大学の教員となった
。1920年から1925年の間、地域教育の監督官を務めた後、1925年から1932年マドラス管区大学の校長を務めた。
1912年に学生向けの植物学の教科書を執筆し、100以上の図版をつけた著書"The flora of the South Indian hill" を執筆した。ホシクサ属に関するモノグラフ（総括論文）を執筆した。学術誌 Journal of Indian Botany の創設に協力し、この雑誌は後にインド植物学会（1919年設立）の機関紙、Journal of the Indian Botanical Society となった。
インド丘陵地帯の植物に興味を持ち、ティンドゥッカル県の山岳保養地、コダイカナルの、セイクレッド·ハート·カレッジ（Sacred Heart College）で、Gombert神父（Fr. E. Gombert）と地方の植物を研究した。1910年に30人の女性植物愛好家が描いた地域の植物の植物画に解説を求められたのが元になって、1915年に 286ページの図版と483種を解説した著書の"Flora of the Nilgiri and Pulney Hill-tops"が出版された。1921年に増補版が出版され、1932年に877の種を解説した、"The Flora of the South Indian Hill Stations"が出版された。夫人のディアナ・ルース・フィソンが877の図版のうち、320を描いた。
1932年に引退しイギリスに帰国した。1947年に交通事故で死亡した。
インドの自然写真のパイオニアであるクリシュナン（Madhaviah Krishnan）らの自然愛好家を支援した。1904年にロンドン・リンネ協会の会員に選ばれた。

## Flora of the Nilgiri and Pulney Hill-topsの図版

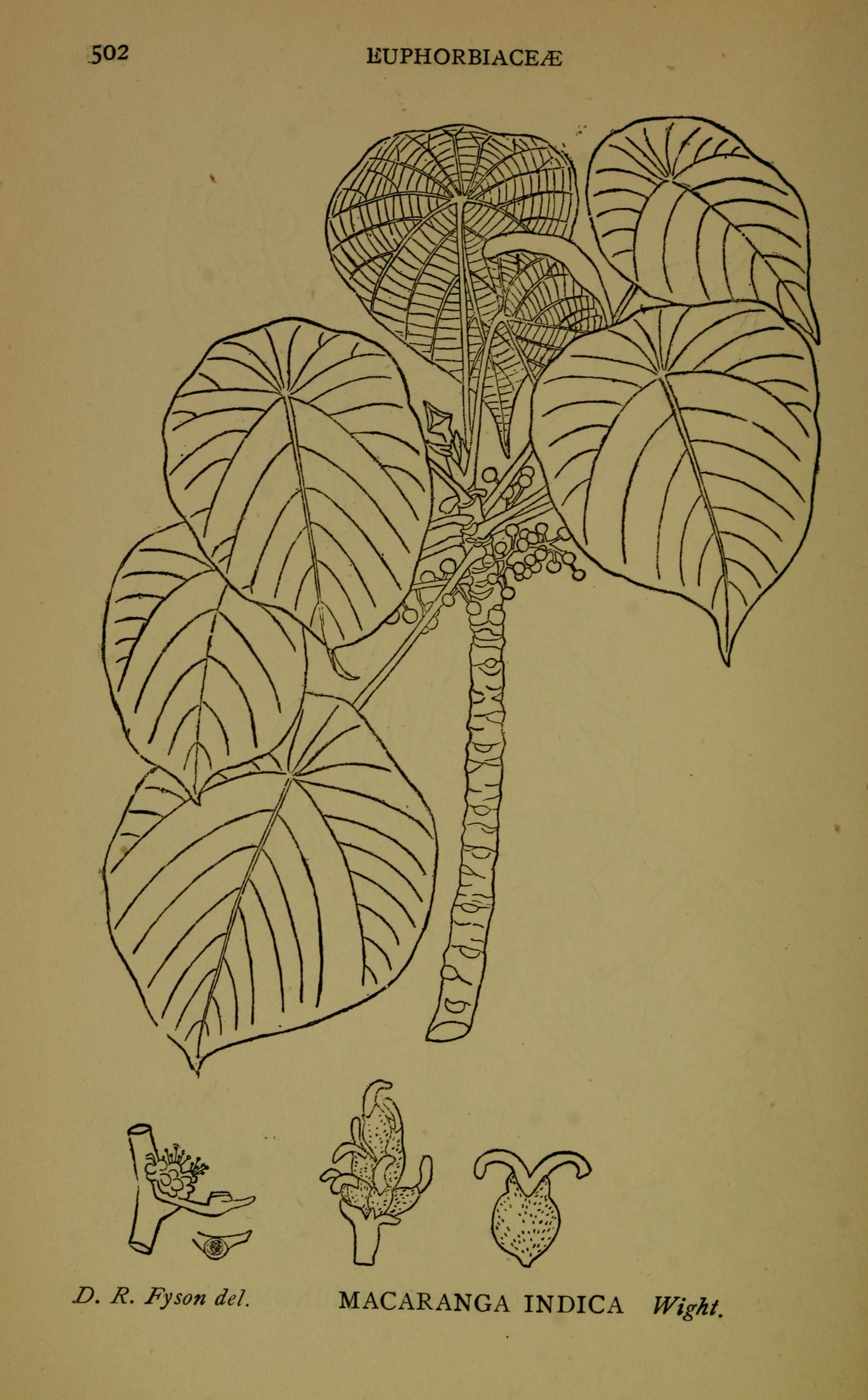
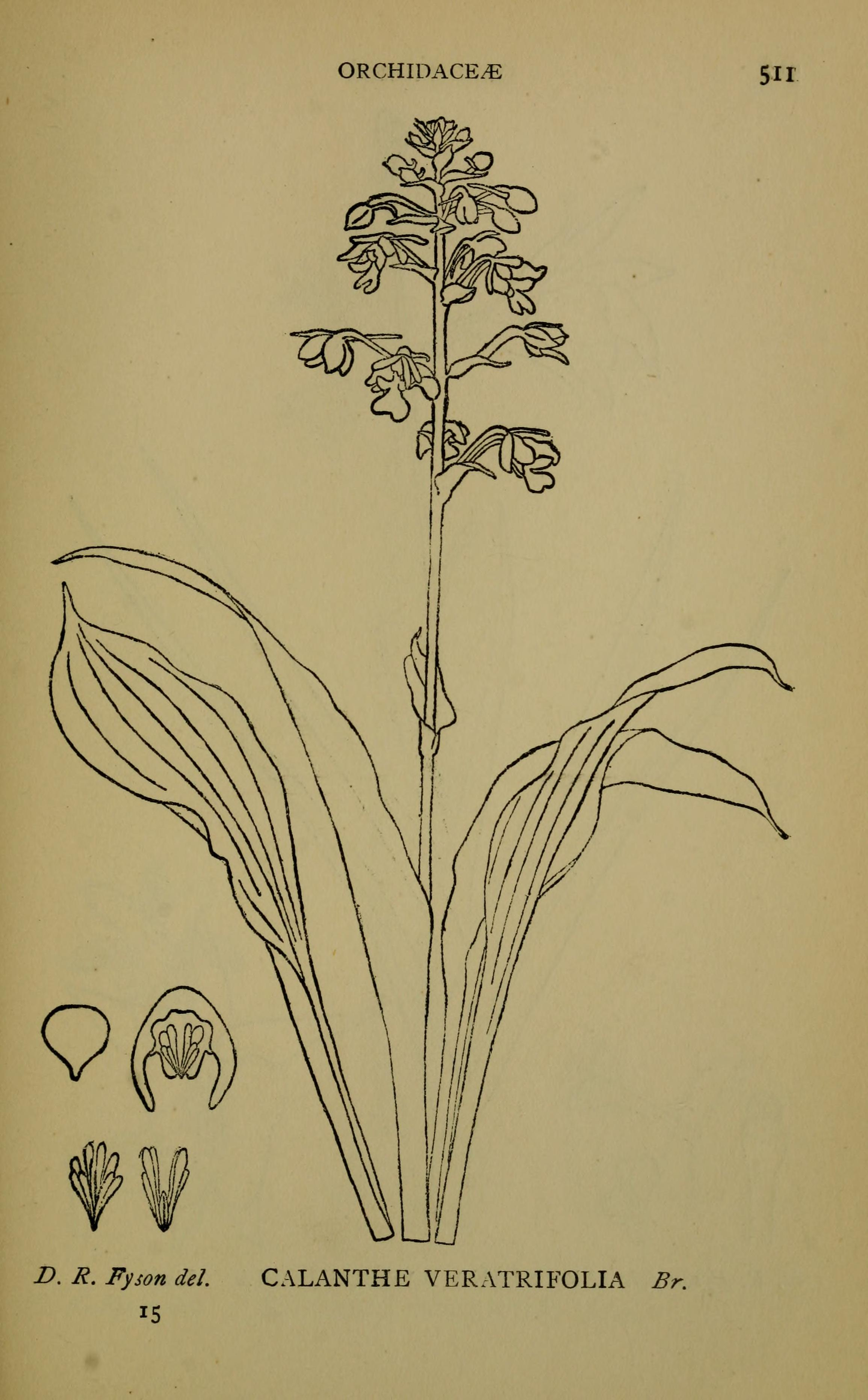
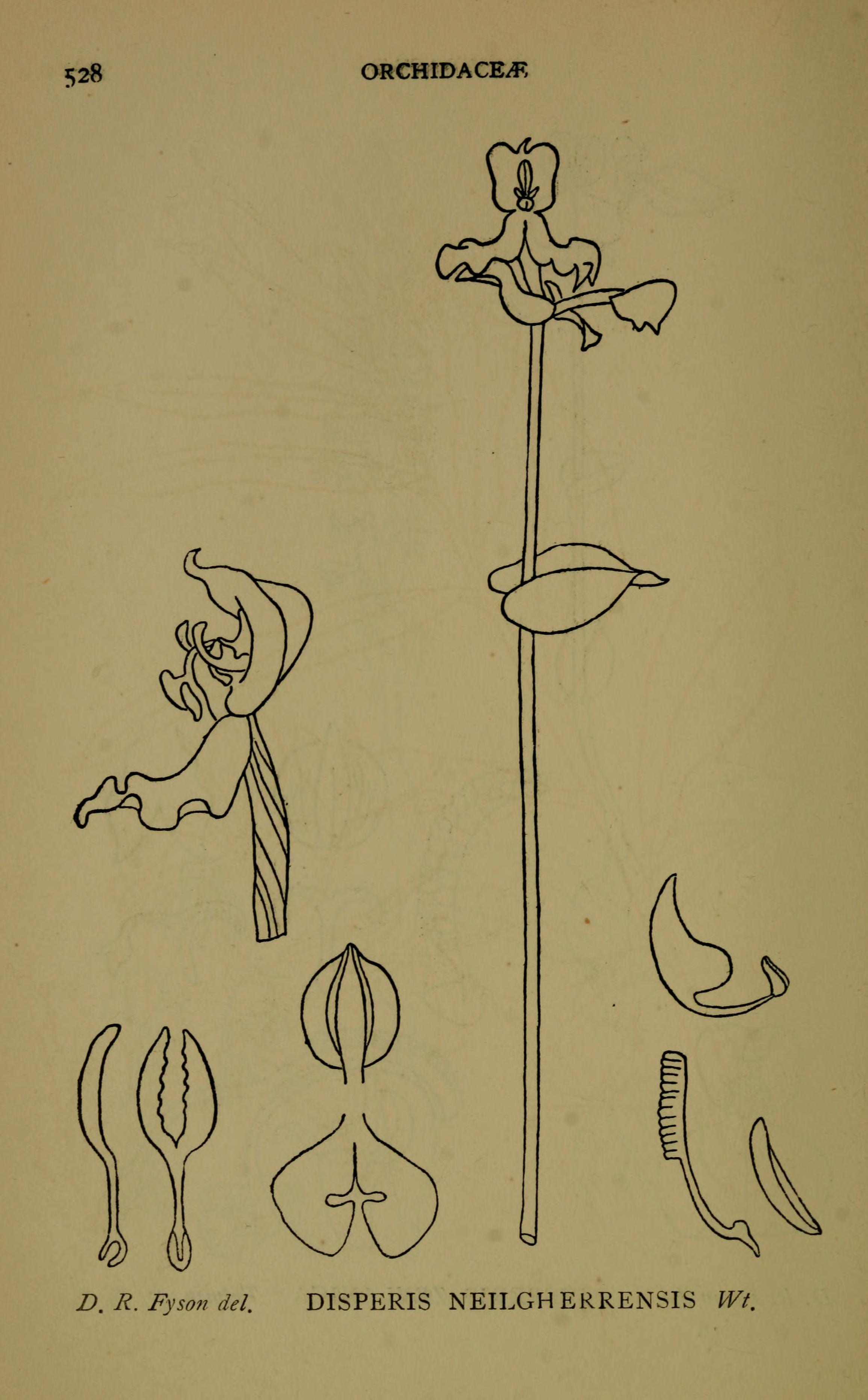
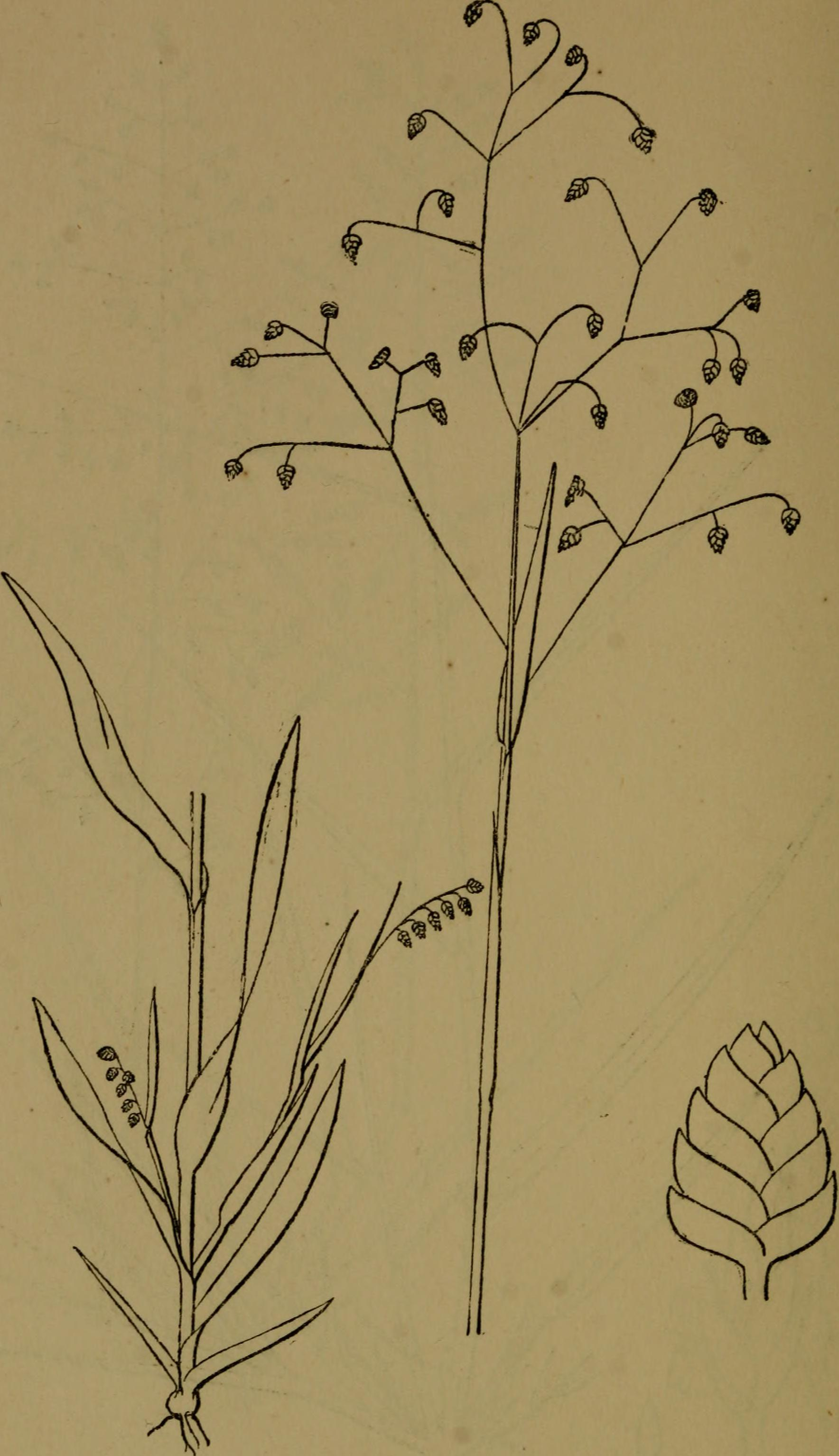
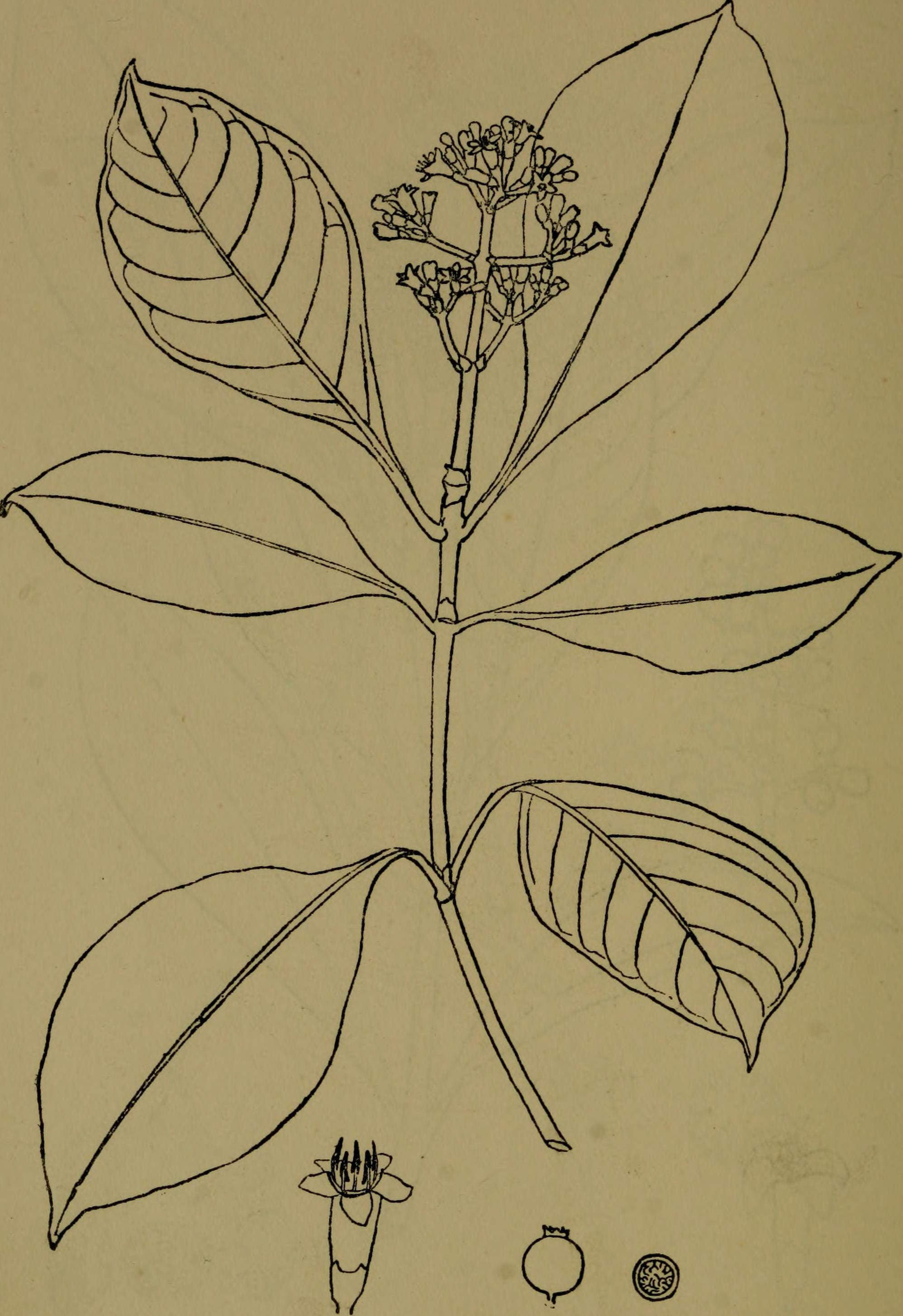
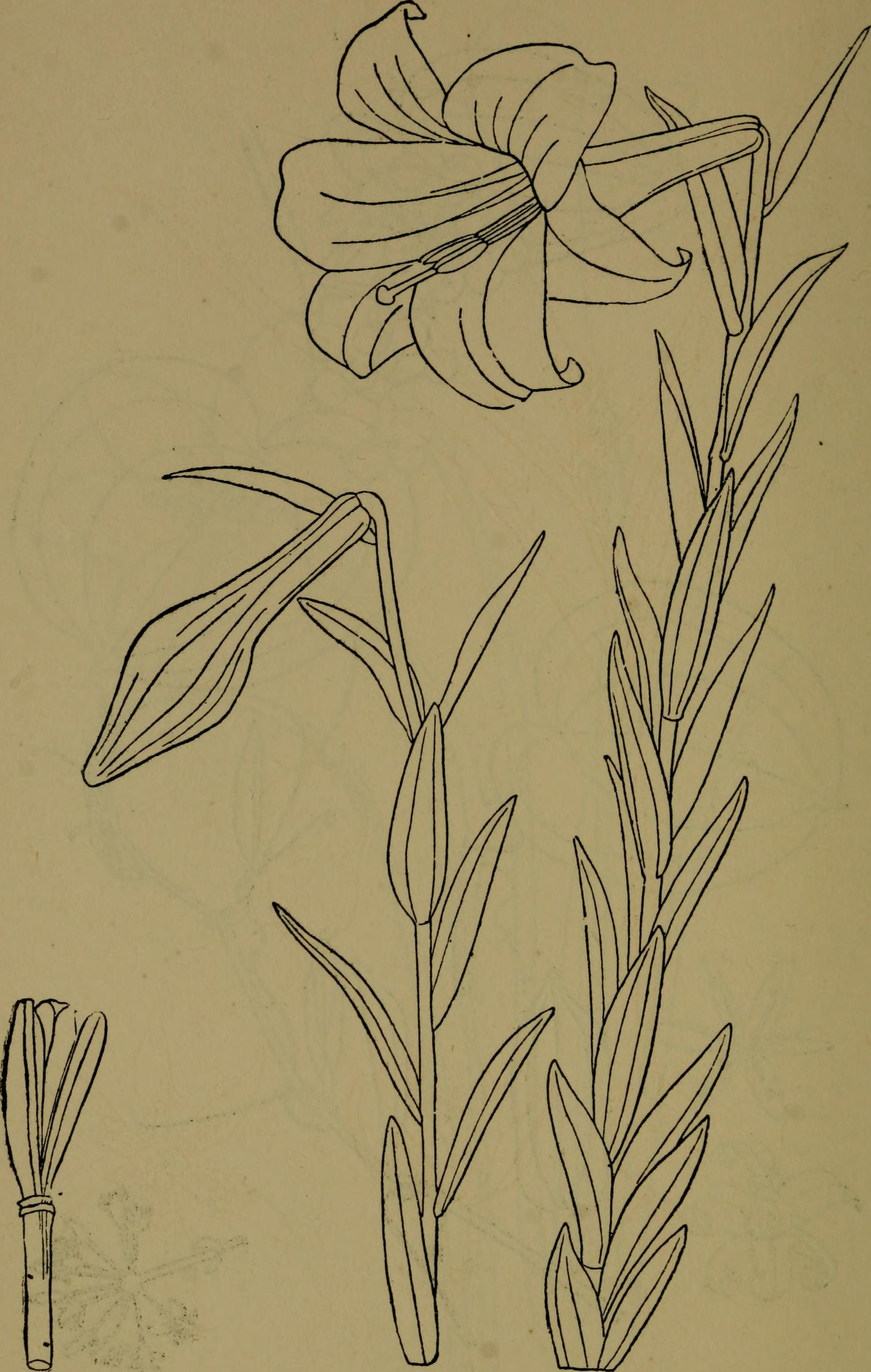